# Asia League Ice Hockey
Asia League Ice Hockey (ALIH) är en ishockeyliga i Östasien som startades säsongen 2003/2004, då japanska Japan Ice Hockey League expanderade internationellt. Det är också japanska lag som dominerat ligan, med 10 av 11 möjliga mästerskapstitlar. Ligan innehåller säsongen 2018/2019 lag från Japan, Ryssland och Sydkorea. Flera rutinerade före detta National Hockey League spelare har spelat i ligan, så som exempelvis Esa Tikkanen, Richard Jackman och Claude Lemieux.

## Deltagande lag
När ALIH skapades var förhoppningen att det skulle finnas 12 lag i ligan. På grund ut av vissa klubbars dåliga ekonomi, så blev antalet dock bara fem. Det har varierat mycket vilka lag som spelat i ligan och vissa lag har bara gjort en säsong i ligan. Säsongen 2004/2005 spelade Golden Amur i ligan, ett ryskt lag från Amur, Chabarovsk. Säsongen 2005/2006 spelade Nordic Vikings i ligan: ett lag med en bas av nordiska spelare som spelade sina hemmamatcher i Peking.
Inför säsongen 2014/2015 anslöt ett ryskt lag till ligan: Sachalinsk Sea Lions. Inför säsongen 2016/2017 anslöt ett nytt lag från Sydkorea, Daemyung Killer Whales. I tabellen nedan ses lagen som deltar i ligan säsongen 2018/2019. 

| Lag                    | Stad/Område       | Arena                      | Bildad | Anslöt till ALIH |
| ---------------------- | ----------------- | -------------------------- | ------ | ---------------- |
| Oji Eagles             | Tomakomai         | Hakucho Arena              | 1925   | 2003             |
| Nippon Paper Cranes    | Kushiro           | Kushiro Ice Arena          | 1949   | 2003             |
| Anyang Halla           | Anyang            | Anyang Stadium             | 1994   | 2003             |
| Nikkō Ice Bucks        | Nikkō             | Nikkō Kirifuri Ice Arena   | 1999   | 2003             |
| High1                  | Goyang            | Goyang Spart Complex Arena | 2004   | 2005             |
| Tohoku Free Blades     | Hachinohe         | Niida Indoor Rink          | 2008   | 2009             |
| Daemyung Killer Whales | Incheon           | Seon Hak Ice Rink          | 2016   | 2016             |
| PSK Sachalin           | Juzjno-Sachalinsk | Kristall Ice Palace        |        | 2014             |

## Placering och slutspels avancemang, lag- och årsvis
I tabellen nedan ses grundserieplacering, år för år, samt hur långt lagen nådde i slutspelet givet av specifika färgkoder givna i den mindre tabellen till höger. Lagen är ordnade efter dess totala slutspelsresultat.
| Klubb                 | 2004 | 2005 | 2006 | 2007 | 2008 | 2009 | 2010 | 2011 | 2012 | 2013 | 2014 | 2015 | 2016 |
| --------------------- | ---- | ---- | ---- | ---- | ---- | ---- | ---- | ---- | ---- | ---- | ---- | ---- | ---- |
| Nippon Paper Cranes   | 1    | 1    | 1    | 1    | 4    | 4    | 3    | 2    | 4    | 3    | 3    | 6    | 3    |
| Anyang Halla          | 3    | 5    | 2    | 5    | 5    | 1    | 1    | 4d   | 2    | 4    | 6    | 1    | 1    |
| Tohoku Free Blades    |      |      |      |      |      |      | 5    | 3d   | 6    | 2    | 5    | 3    | 5    |
| Oji Eagles            | 4    | 4    | 4    | 3    | 3    | 3    | 2    | 1    | 1    | 1    | 1    | 4    | 4    |
| Seibu Prince Rabbitsa | 2    | 2    | 3    | 2    | 1    | 2    |      |      |      |      |      |      |      |
| Nikkō Ice Bucks       | 5    | 6    | 6    | 6    | 6    | 7    | 6    | 6    | 3    | 5    | 7    | 8    | 6    |
| Sachalinsk Sea Lions  |      |      |      |      |      |      |      |      |      |      |      | 2    | 2    |
| High1b                |      |      | 7    | 4    | 2    | 5    | 4    | 5    | 5    | 6    | 4    | 5    | 7    |
| Daemyung Sangmu       |      |      |      |      |      |      |      |      |      |      | 2    | 7    | 8    |
| Golden Amur           |      | 3    |      |      |      |      |      |      |      |      |      |      |      |
| Nordic Vikings        |      |      | 5    |      |      |      |      |      |      |      |      |      |      |
| China Dragonc         |      |      |      |      | 7    | 6    | 7    | 7    | 7    | 7    | 8    | 9    | 9    |
| Hosac                 |      | 7    | 8    | 7    |      |      |      |      |      |      |      |      |      |
| Changchun Fuaoc       |      | 8    | 9    | 8    |      |      |      |      |      |      |      |      |      |

| Färgkod  | Resultat                          |
| -------- | --------------------------------- |
| Röd      | Asia League mästare               |
| Gul      | Finalist                          |
| Grön     | Semifinalist                      |
| Ljus Blå | Kvartsfinaliste                   |
| Blå      | Inget slutspel hölls              |
| Ljus Grå | Inte kvalificerade för slutspelet |
| Grå      | Spelade inte denna säsong         |

[a] Franchisen Seibu Prince Rabbits gick under namnet Kokudo Ice Hockey Club under åren 2003-2005. 

[b] High1 gick under namnet Kangwon Land under åren 2005-2007.

[c] Harbin gick under namnet Hosa, och Qiqihar gick under namnet Changchun Fuao, under säsongen 2006/2007. De båda lagen slogs samman och bildade China Sharks 2007, som blev till China Dragons 2009.  

[d] Finalspelet ställdes in säsongen 2010/2011 på grund av Jordbävningen vid Tohoku. Istället fick Tohoku Free Blades och Anyang Halla dela på mästerskapstiteln. 

[e] Två kvartsfinaler (kvalificeringsmatcher) spelades mellan lag 3-6 under åren 2006-2008, där lag 1-2 var direktkvalificerade till semifinal. 2009 spelades endast en kvartsfinal mellan lagen 4-5, vilket även var fallet säsongen 2014/2015.